# Arc de 124,5°

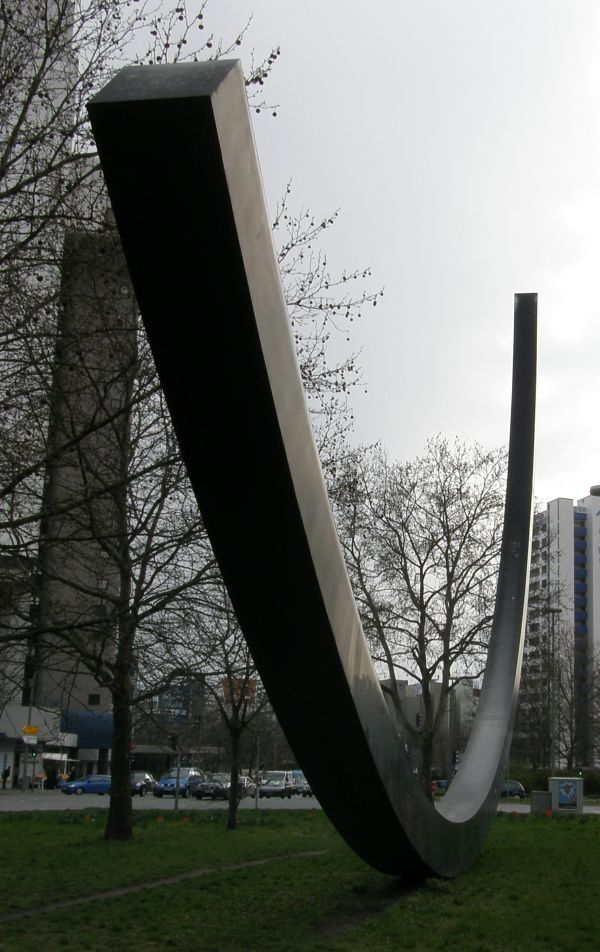
Arc de 124,5°, Berlin-Schöneberg

Arc de 124,5° ist eine Außenskulptur aus Cortenstahl des französischen Bildhauers Bernar Venet, die in Berlin-Schöneberg auf dem begrünten Mittelstreifen der Straße An der Urania gegenüber dem Wissenschaftszentrum Urania installiert wurde.
Der Titel Arc de 124,5° bezeichnet, wie viel Grad der Ausschnitt aus dem vollen Kreis der Bogen entspricht.

## Daten
Höhe: 21 m
Gewicht: 15 Tonnen
Fundament (unterirdisch): Quader aus Beton; Gewicht 100 Tonnen
Material: Cortenstahl (Vierkantstahl), schwarz lackiert
Signatur: ARC 124.5°

## Geschichte

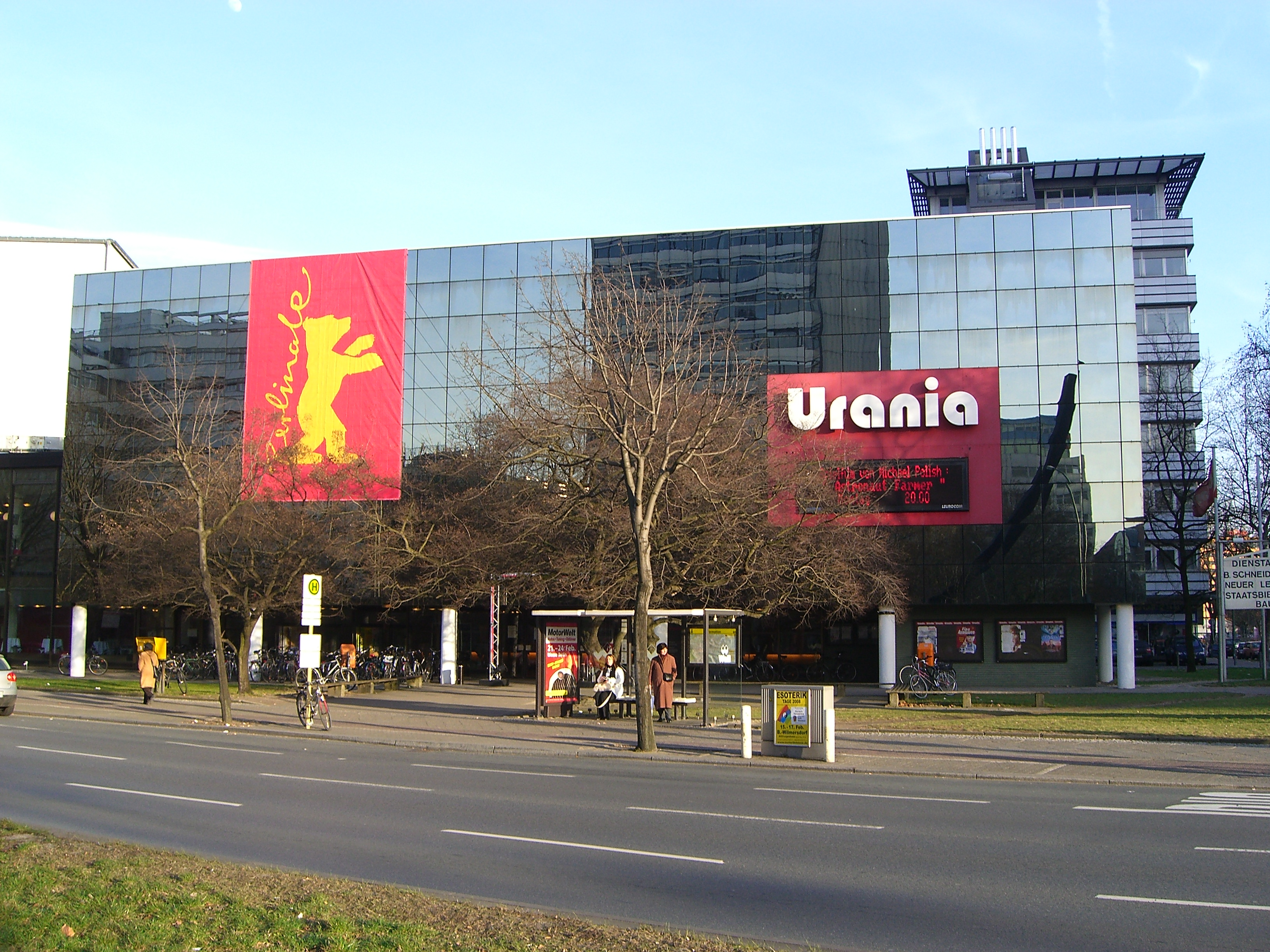
Arc de 124,5° vor dem Berliner Wissenschaftszentrum Urania, Februar 2008

Arc de 115°5, Nizza

Der französische Premierminister Jacques Chirac weihte das Kunstwerk am 2. Juli 1987 ein. Es war ein Geschenk Frankreichs zur 750-Jahr-Feier Berlins. An der Finanzierung des Transports beteiligte sich Air France mit einer Spende.
Die Skulptur wurde in den vergangenen Jahren immer wieder durch Farbschmiererei beschädigt, geriet in einen allgemeinen Zustand der Verwahrlosung und war durch das Wachstum der Platanen, die auf beiden Seiten der Skulptur auf dem Grünstreifen angepflanzt waren, allenfalls in den Wintermonaten zu sehen. 2018 ernannte die Berliner Mathematische Gesellschaft den Arc de 124,5° zum Mathematischen Ort des Monats August.
2019 protestierten Künstler und die Französische Botschaft gegen die Verwahrlosung der Skulptur. Gegen die Fällung von 8 Platanen erhoben sich Proteste von Bürgern und Umweltverbänden. Der Tagesspiegel nennt den Standort eine „[…] reine Notlösung, ihre Längsposition an der Straße [ist] eine visuelle Katastrophe. Ein trauriger Fall für Kunst im öffentlichen Raum.“
Bernar Vernet schuf eine zweite, sehr ähnliche Fassung des Arc de 124,5°, den Arc de 115,5°, der 1988 an exponierter Stelle im Jardin Albert 1er in Nizza installiert wurde. Der Bogen ist 19 m hoch.

## Kreisbögen im Werk von Bernar Venet
Venet hatte ab 1971 seine vielfältigen künstlerischen Aktivitäten fast eingestellt, befasste sich über fünf Jahre vor allem mit mathematischen Problemen und kunsttheoretischen Fragen und unterrichtete Kunst und Kunsttheorie an der Sorbonne.
Ab den frühen 1980er Jahren entstanden dann seine monumentalen Stahlskulpturen auf der Basis von Kreisbogenfragmenten und Ringformen.
Venets Kreisbögen-Skulpturen sind in vielen Großstädten Europas an markanten städtebaulichen Orten inszeniert oder, wie der Arc majeur in Belgien beispielsweise, als Landmarken installiert.
Der Berliner Bogen, der parallel zu einer vielbefahrenen Straße und versteckt hinter hohen Bäumen aufgestellt ist, bildet hier eine Ausnahme.